# Tafraoui
Tafraoui est une commune algérienne de la wilaya d'Oran ainsi que le nom d'une base aérienne de l'Armée de l'air algérienne, située au sud de la ville d'Oran.

## Géographie
La commune est située au Sud de la wilaya d'Oran.
| ?                                    | El Kerma                                   | Oued Tlelat                            |
| Tamzoura (wilaya d'Aïn Témouchent)   | Tafaraoui                                  | Zahana (wilaya de Mascara)             |
| Aïn Thrid (wilaya de Sidi Bel Abbès) | Sidi Hamadouche (wilaya de Sidi Bel Abbès) | Aïn El Berd (wilaya de Sidi Bel Abbès) |

## Toponymie
Le nom pourrait dériver soit de la marque de l'appartenance, soit du pluriel collectif en berbère du toponyme « ifri » (grotte, escarpement). Une autre hypothèse rapproche le nom de Tafraoui au substantif Tafraout qui signifie « bassin, cuvette » en berbère. le [i] final pourrait avoir remplacé le [t] en marque d'appartenance.

## Histoire
En juillet 1958, durant la Guerre d'Algérie, a eu lieu la Bataille de Sidi-Ghalem, à la veille de l'Aïd el-Fitr entre un groupe de maquisards du FLN et des troupes l'armée française.

### L'aviation à Tafraoui

#### La BAN française de Lartigue
Située à proximité du village de Tafaraoui dont elle a initialement porté le nom, la Base d'aéronautique navale française de Lartigue a fonctionné de 1940 à 1964. Elle fut nommée ainsi en l'honneur du contre-amiral Jean Lartigue, tué à Rochefort lors d'un bombardement allemand le 20 juin 1940. Initialement affectée à l'armée de l'air, elle a été cédée à la Marine en novembre 1940 et elle a accueilli des formations venues de France métropolitaine au moment de l'armistice, notamment des escadrilles de Dewoitine D.520, Martin 167 réarmés en LeO 45 en 1941.
En novembre 1942, l'U.S. Army Air Force a occupé le terrain et y a installé un centre du Coastal Command allié.  La base a été réarmée par la marine française en janvier 1944. Située à 111 m d'altitude la base était dotée de deux pistes parallèles : une piste principale de 2 440 m, une piste secondaire, dite piste de secours, de 1 200 m.
Le 14 février 1964, la flottille 22F quitte définitivement Lartigue pour Nîmes. Les couleurs françaises sont rentrées solennellement une dernière fois le 14 mai 1964 en présence du Capitaine de Vaisseau Rebut, commandant la Marine à Mers el-Kébir.

#### L'ESA - École supérieure de l’Air algérienne
L'ancienne base militaire de Lartigue de l’OTAN a été récupérée par l’ANP en 1964 et, dès 1977, la base a pris le statut d'École supérieure de l’Air (ESA) destinée à former des officiers pilotes, des ingénieurs et des techniciens nécessaires aux forces aériennes algériennes.

## Culture
Chaque année, les habitants organisent la waâda de Sidi Ghalem, l'ancêtre fondateur de la tribu Sidi Ghalem.